# Gatibu
Gatibu est un groupe de rock basque originaire de Gernika en Biscaye (Espagne), Gatibu signifie « prisonnier » ou « détenu » en basque. Le groupe s'est formé autour d'Alex Sardui, ex-chanteur d'Exkixu, au cours de l'été 2002.
À la différence de la majorité des autres groupes basques, le groupe s'exprime uniquement en biscayen, et non en batua, ou basque unifié.

## Membres
- Alex Sardui : voix
- Haimar Arejita : guitare
- Mikel Caballero : basse
- Gaizka Salazar : batterie

## Albums
- 2002 : Zoramena (Oihuka)

1. Musturrek sartunde
2. Bilusik
3. Mila doinu aidien
4. Lorak eskeintzen
5. Urepel
6. Librea naz
7. Ihes
8. Ez dago barroterik
9. Zoramena
10. Ez dot sinisten

- 2005 : Disko Infernu (Oihuka)

1. Inpernuen ate joka
2. Besoak zabalik
3. Gaur gure gaba da ta
4. Gerra gogoa
5. Doniene
6. Hara honien
7. Ifer haixien semie
8. Pozarren zu barik
9. Gogoratzen zaitut
10. Egunon

- 2008 : Laino Guztien Gainetik, Sasi Guztien Azpitik (Baga-Biga)

1. Bang-bang txik-txiki bang-bang
2. Eztanda egin arte
3. Ure dakar zeruek
4. Bizitzeko gogoa
5. Nor zara zu?
6. Pailazo
7. Zoragarrixori
8. Apirilaren 27
9. Zeu, zeu, zeu!
10. Hitz artien galdute

- 2010 : Zuzenean Bizitzeko Gogoa (Baga-Biga)

1. Bang-bang txik-txiki bang bang
2. Bizitzeko gogoa
3. Lorak eskeintzen
4. Gaur gure gaba da ta
5. Apirilaren 27
6. Pailazo
7. Inpernuen ate joka
8. Gerra gogoa
9. Besoak zabalik
10. Egunon
11. Urepel
12. Zeu, zeu, zeu!
13. Prest
14. Behar zaitut
15. Kalekatue

- 2012 : Zazpi kantoietan (Baga-Biga)

1. Run-run Katie
2. Bixotza suten
3. Pausu bet atzera
4. Hartu berriz gitarrie
5. Gabak zerueri begire
6. Gora kopak!
7. Biarritz

2014 : Euritan Dantzan 
1. Zumarragako Trena
2. Bizitzen Badakit
3. Euritan Dantzan
4. Egun Bat
5. Zer Da ?
6. Loretxoa
7. Bertsoa

### Récompenses
- Vainqueur. Egaztea 2003. Meilleure chanson, "Musturrek Sartunde".
- Nomination. Egaztea 2006. Meilleur Live, "Disko Infernu Tour".
- Vainqueur. 2006. Association des Bertsolaris de Getxo (Biscaye).
- Vainqueur. Egaztea 2009. Meilleure chanson, "Bang-Bang Txik-Txiki Bang Bang".
- Vainqueur. Egaztea 2009. Meilleur Album, "Laino Guztien Gainetik, Sasi Guztien Azpitik".